# فیدیاس ۴۷۵۳
سیارک ۴۷۵۳ (به انگلیسی: 4753 Phidias، نامگذاری:4059T-3) چهار هزار و هفتصد و پنجاه و سومین سیارک کشف شده‌است که در ۱۶ اکتبر ۱۹۷۷ کشف شد.
قدر مطلق سیارک برابر ۱۳٫۳۰ است.